# 태자
태자(太子) 또는 황태자(皇太子), 왕태자(王太子)는 제국과 독립 왕국의 제위계승이나 왕위 계승의 제1순위에 있는 황자나 왕자를 가리키는 칭호이다. 경칭은 전하(殿下)이다.

## 역사
서양에서는 황태자 또는 왕태자와 왕세자의 경칭을 구분하지 않는다. 황태자 또는 왕태자의 부인은 황태자비(皇太子妃), 왕태자비(王太子妃)라고 한다. 명칭의 유래는 중국에 있는데, 중국에서는 차기 왕위 계승자를 태자, 왕태자라고 불렀다. 그런데 이것이 진의 통일 이후 군주의 칭호가 황제가 되면서 차기 제위 계승자의 칭호도 자연스럽게 황태자로 바뀌었다. 원래, 황후 소생의 적장자를 태자로 책봉하는 것이 관례였으나 이를 제대로 지킨 경우는 많지 않으며, 한나라 이후에는 제후왕의 후계자를 태자가 아닌 세자로 낮춰 불렀기에 제후왕의 후계자를 '왕세자'라고 불렀다. 그리고 일반적으로 태자가 세자보다 높은 의미를 갖기에 왕국이라도 독립 왕국이나 황제국에 버금가는 왕국은 왕세자 대신 왕태자를 사용했다. 그러므로 현재 영국의 왕위계승자는 왕세자가 아닌 '왕태자'로 번역하고 부르는 것이 맞다. 그러나 한국의 조선왕조 같은 경우는, '왕태자'를 사용한 고려 초, 중기랑은 다르게 중국의 제후국이었기에 '왕세자'라고 낮춰 불렀다.
한국의 경우 위만조선부터 고려 중기까지 태자라는 칭호를 사용하였다.  또한 고려 초기에는 제위 계승권과는 거리가 먼 일반 왕자에게도 태자의 칭호가 주어지는 경우가 종종 있었고 (예: 원장태자, 효은태자, 효성태자, 원녕태자 등), 심지어 왕자의 아들에게도 태자의 칭호가 주어지는 사례가 있었다(예: 원녕태자의 아들 효당태자 등).  고려 시대 원나라 간섭기 때부터 태자 대신 왕세자라는 칭호를 사용하였다. 1894년(고종 31년)부터 다시 왕태자라는 칭호를 복권시켰다.. 처음에는 대조선국 대군주 폐하와 왕태자 전하였다가, 후에 대한제국이 성립되면서 황제 폐하와 황태자 전하로 바뀐다. 한국사에서 마지막으로 정식 책봉을 받은 황태자는 순종의 이복동생 의민태자 이은이다.

## 황태제, 황태손, 황태녀
여러 가지 사정으로 인해 황제의 동생을 황위 계승자로 삼는 경우도 있는데, 이때는 황태제(皇太弟)라고 부른다. 또한 황제의 손자 또는 손녀가 황위 계승자가 된 사람은 황태손(皇太孫)이라 부른다. 고대 한자문화권 황실에서 황제의 딸이 제위를 계승할 수 있는 권리를 가지면서 제위 계승 서열 1위의 여성들이 황태녀(皇太女) 또는 줄여서 태녀(太女)라는 칭호를 쓰는데, 이는 중국의 안락공주, 일본의 고켄 천황, 베트남 리 왕조의 리 소황에게 사용되었다.

## 현재 황태자
| 국가 | 국가 | 작위 명칭  | 작위 소유자                  | 출생년도 | 비고                                                                                    |
| ---- | ---- | ---------- | ---------------------------- | -------- | --------------------------------------------------------------------------------------- |
|      | 일본 | 황사(皇嗣) | 아키시노노미야 후미히토 친왕 | 1965년   | 현 황실전범에는 황태제라는 호칭을 사용할 수 없기 때문에 황사(皇嗣)라는 호칭을 사용한다. |

## 같이 보기
- 왕세자